# خانه غریب ماسوله
خانه آقای غریب ماسوله مربوط به دوره معاصر است و در شهرستان فومن، شهرک ماسوله واقع شده و این اثر در تاریخ ۲۵ اسفند ۱۳۸۰ با شمارهٔ ثبت ۵۳۳۸ به‌عنوان یکی از آثار ملی ایران به ثبت رسیده است.